# ザ・データマン 〜スポーツの真実は数字にあり〜
『ザ・データマン 〜スポーツの真実は数字にあり〜』（ザ・データマン 〜スポーツのしんじつはすうじにあり〜）は、NHK BS1で放送されていたスポーツ番組。

## 概要
2013年度から放送されている、スポーツ番組で、データマンが選手やコーチ、それに大学教授や専門家を訪問して、徹底的に分析し、それを、スタジオで、「数字の示す競技の醍醐味」についてトークを繰り広げる。
2015年度は『スポーツ・ラボ』枠内で放送された。

## 放送時間
- 日曜 21：00-21：50（2015年度から・月一回）
- 金曜 24：00-24：45（2014年度）
- 土曜 24：00-24：45（2013年度）

## 出演者
MC
- 設楽統
- 竹中三佳

データマン
- 安岡直

## 放送履歴
2013年度
1. “11.22秒"なでしこ強さの秘密
2. “107db”シャラポワ勝利の叫び
3. 盗塁、その劇的世界
4. UZR3.8 大リーグはエラーがお好き!?
5. “2.21秒”バタフライがクロールを超える日は来るのか?
6. サッカー日本代表
7. “0.8mm"を制する者は世界を制す　カーリング
8. LCU76恐怖超え翔べ!スキージャンプ

2014年度
1. 打者ねじ伏せる直球劇場
2. 0.13秒のシライの新技に迫る
3. “1m66cm”損して得取れ 400mリレー金メダルへの道」リレーバトンパス
4. “90度革命” 進化するスクラムで世界へ挑むラグビー日本代表　スクラム
5. 14.20日本人大リーガー究極の投球術
6. 秒速4.29m羽生結弦氷上の"美"
7. 1.272ヤード アメフト超人たちの瞬間勝負!

2015年度
1. "192.9km/h　2015年 大リーグ開幕直前　ホームランバッター その驚異の技に迫る!"
2. "846.238km　王者の疾走　ドイツサッカーの秘密"
3. 0.37秒の駆け引き～錦織圭・知られざる予測能力の攻防～
4. 復活!日本シンクロ
5. R45.3 驚異の剣さばき～フェンシング～